# Friend of a Friend (Lake Malawi-sang)
Friend of a Friend er en sang, der er udført af det tjekkiske band Lake Malawi. Sangen repræsenterede Tjekkiet i Eurovision Song Contest 2019 i Tel Aviv. Sangen blev annonceret som vinder af landets nationale udvælgelse den 28 januar 2019.
Til Eurovision Song Contents blev den nr. 11 ud af 41.